# Мюллер, Морис Эдмон
Морис Эдмон Мюллер (фр. Maurice Edmond Müller; 28 марта 1918 года, Биль — 10 мая 2009 года, Берн) — швейцарский хирург и ортопед. Он считается пионером области остеосинтеза. Международным сообществом ортопедов и травматологов назван Хирургом XX века (2002).

## Биография
Морис Эдмон Мюллер родился в швейцарском городе Биле (Бьене) 28 марта 1918 года, был старшим из пяти детей в семье. Родными языками для него были немецкий и французский языки, на которых говорят жители его родного города. В 1936 году Мюллер окончил среднюю школу.
Изучал медицину в университетах Невшателя, Лозанны и Берна. Учёба Мюллера в университете прерывалась действительной службой (Aktivdienst, служба национальной обороны на случай внешней агрессии) во время Второй мировой войны. Он был членом двух студенческих ассоциаций Фалькерштайнербунд (Falkensteinerbund) .
После завершения учёбы в 1944 году он начал работать в старом Балгристе (Balgrist, университетская клиника) в Цюрихе. Вскоре он записался на годичную медицинскую миссию в Абиссинию, в которой начал работать в 1946 году.
После возвращения в Швейцарию приобрел в кантональной больнице в Листале специальность хирурга (FMH). Затем он объездил центры травматологической хирургии и ортопедии по всей Европе и побывал у пионеров костной хирургии, чтобы ознакомиться с их методами и технологиями. Он ознакомился с работами врачей Макса Ланге в Бад-Тёльце, Георга Хоманна в Мюнхене, Робера Мерля д’Обинье в Париже и Фридриха Пауэлса, основателя биомеханики, в Аахене.

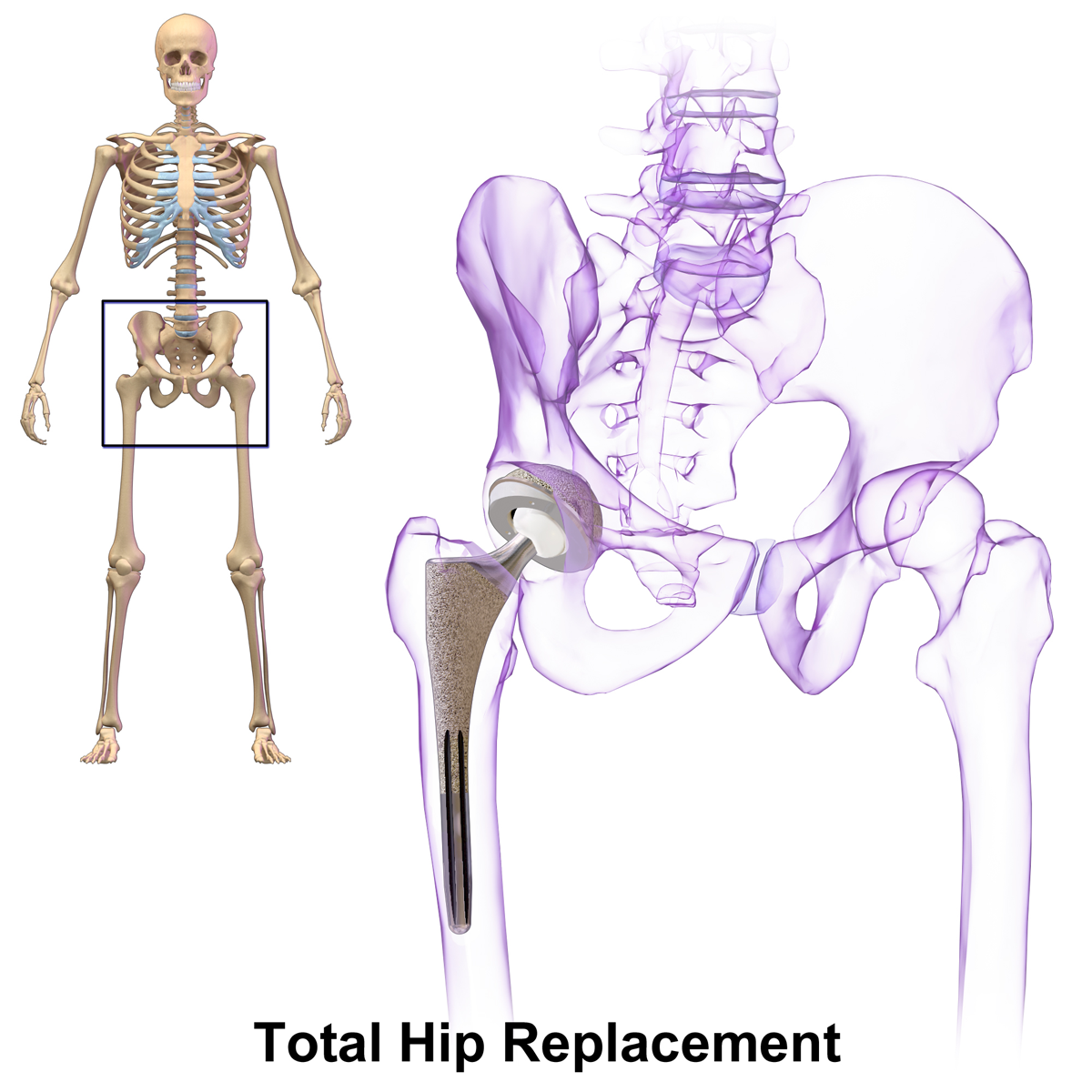
Протезирование тазобедренного сустава

Посещение Робера Дани в Бельгии в 1950 году имело для Мюллера решающее значение, и прорывом в лечении переломов. Остеотомии (рассечение кости) и эндопротезы тазобедренного сустава стали основным направлением его деятельности в медицине.
По возвращении в Швейцарию, в 1956 году он стал специалистом по ортопедии (FMH) в Балгристе, где и завершил свою хабилитацию (в европейских странах- получение высшей академической квалификации). В декабре 1957 года Мюллер прочитал свою вступительную лекцию (Antrittsvorlesung, начало профессорско-преподавательской деятельности).
С 1960 года работал главным врачом ортопедо-травматологического отделения хирургической клиники кантональной больницы Санкт-Галлена.
С 1963 по 1980 год он был профессором ортопедии и хирургии опорно-двигательного аппарата в Бернском университете и директором Университетской клиники ортопедической хирургии в больнице Инзельшпиталь (Inselspital) в Берне.

## Научная и предпринимательская деятельность
В 1958 году вместе с двенадцатью другими хирургами он основал Рабочую группу по вопросам остеосинтеза (AO), чьей сферой деятельности являлось исследование и обучение методам хирургического лечения переломов костей, в частности, разработка подходящих инструментов и имплантатов.
В сотрудничестве с производителем инструментов Робертом Мэтисом из Бетлаха в течение двух лет были разработаны и успешно проданы совершенно новые наборы инструментов для лечения переломов костей с помощью винтов, пластин и гвоздей, из которых были составлены классические четыре стандартных коробки Рабочей группы по вопросам остеосинтеза (АО), продаваемые компанией Синтез (Synthes).
В 1963 году Морис Эдмон Мюллер совместно с Мартином Альгёвером и Гансом Вилленеггером опубликовал «Методику хирургического лечения переломов».
Второе направление его деятельности- изучение искусственного сустава привело в 1965 году к основанию фирмы «Протек АГ»(Protek AG). Целью этой деятельности было дальнейшее развитие и продвижение изобретенного им протеза тазобедренного сустава.
С 1974 года прибыль поступала в «Фонд Мориса Э. Мюллера». Эти средства были использованы для финансирования образования и исследований в области ортопедической хирургии в Бернском университете.
В 1983 году был учрежден «Североамериканский фонд М. Э. Мюллера» для содействия образованию и исследованиям хирургов-ортопедов в Северной Америке. В 1990 году он продал свою долю компании Зульцер АГ (Sulzer AG) из Винтертура .
Морис Мюллер был меценатом. Он пожертвовал более 70 млн швейцарских франков Центру Пауля Клее и Детскому музею Creaviva (при Центре Пауля Клее) в Берне.
Морисом Эдмоном Мюллером были основаны:
•	Фонд Мориса Э. Мюллера (1974)
•	Фонд М. Э. Мюллера в Северной Америке (1983 г.)
•	Институт по об Мориса Э. Мюллера при Университете Торонто (1993)
•	Детский музей при Центре Поля Клее (2002)

## Награды
Член Немецкой академии наук Леопольдина (1973)
SwissAward (2005)
Двенадцать раз удостоен звания почётный доктор
Почетный гражданин Берна
Исследовательский центр ортопедической хирургии в Университете Берна носит имя Мориса Эдмона Мюллера